# Magdalena Szwedkowicz
Magdalena Szwedkowicz – producentka filmowa i telewizyjna, założycielka MAG Entertainment.

## Życiorys
Niezależna producentka filmowa i telewizyjna. Wyprodukowała takie filmy jak Znachor, Napad, Miłość do kwadratu czy Śleboda. Jest założycielką firmy produkcyjnej MAG Entertainment.
W ciągu niecałych 4 lat wyprodukowała 9 filmów fabularnych. Wśród jej najbardziej rozpoznawalnych tytułów znajdują się filmy wyprodukowane na zlecenie serwisu Netflix: „Znachor” adaptacja popularnej powieści Tadeusza Dołęgi-Mostowicza, który przez osiem tygodni utrzymywał się w globalnym rankingu Netflix Top 10 i zdobył ponad 55 milionów pełnych wyświetleń, Miłość do kwadratu” i jej kontynuacje „Miłość do kwadratu jeszcze raz” oraz „Miłość do kwadratu bez granic”, „Zgon przed weselem” czy familijny film „Dawid i Elfy”. W 2024 rekordowe wskaźniki oglądalności odnotowały produkcje „Napad”, film fabularny z premierą w Netflix oraz serial „Śleboda”, który od momentu premiery stał się najchętniej oglądanym tytułem na tej platformie w Polsce.
Przed założeniem MAG Entertainment pracowała w Fox Networks Group jako Wiceprezes ds. Dystrybucji Treści odpowiadając za 60 krajów w regionie Europa Środkowo-Wschodnia, Bliski Wschód i Północna Afryka oraz jako Szef Produkcji dla National Geographic Europe Limited. Pierwsze doświadczenie zdobywała w Universal Studios Florida oraz Walt Disney World.
W 2025 Magdalena Szwedkowicz została nominowana do Polskiej Nagrody Filmowej Orzeł w kategorii: Najlepszy filmowy serial fabularny za serial Śleboda.

## Życie prywatne
Film Znachor zadedykowała swojemu ojcu, kardiologowi z Kołobrzegu, który zmarł na zawał serca w Wigilię, kilka lat wcześniej.

## Filmografia

### Producent
- 2024: Zgon przed weselem
- 2024: Śleboda
- 2024: Napad
- 2024: Zabij mnie, kochanie
- 2023: Miłość do kwadratu bez granic
- 2023: Miłość do kwadratu jeszcze raz
- 2023: Znachor
- 2022: Parada serc
- 2021: Dawid i Elfy
- 2021: Miłość do kwadratu

Źródło: Filmpolski.pl.